# Jäger, Kungälvs kommun
Jäger är en bebyggelse i sydväst om Kode i Solberga socken i Kungälvs kommun. Från 2015 avgränsar SCB här en småort.